# Gilbert Vinter
Gilbert Vinter (Lincoln, 4 mai 1909 – Tintagel, 10 octobre 1969) est un chef d'orchestre et compositeur anglais, célèbre pour ses compositions pour ensemble de cuivres.

## Biographie
Dans sa jeunesse, Vinter est choriste à la Cathédrale de Lincoln et y devient par la suite chef de chœur. Plus tard, il devient bassoniste. En 1930, il rejoint la fanfare militaire de la BBC, où il fait les débuts dans la direction. C'est durant cette période qu'il commence à composer. Au cours de la Seconde Guerre mondiale, Vinter joue dans la Central Band of the RAF et plus tard, dirige plusieurs autres ensemble de la RAF. Il est le premier chef d'orchestre du BBC Concert Orchestra, en 1952 et 1953.
En 1960, le quotidien Daily Herald et les sponsors du concours d'ensemble de cuivres, commande à Vinter l'écriture de son premier ouvrage important pour ensemble de cuivres, dont le résultat est Salute to Youth. Vinter écrit d'autres œuvres pour orchestre de cuivres, notamment :
- Challenging Brass (1966)
- Variations on a Ninth (1964)
- The Trumpets (1964)
- Triumphant Rhapsody (1965)
- Centenary March (1968)
- Dover Coach (1964)
- Portuguese Party (1965)
- Symphony of Marches (1963)
- John O'Gaunt (1967)
- James Cook - Circumnavigator (1968)
- Spectrum (1969)
- Salute to Youth (1961)
- Entertainments (1968 for Brass Band)
- Lisbon Carnival (1965)
- Simon Called Peter (1963)
- Vizcaya (1967)

Vinter était arbitre au British Open Championships de Belle Vue, à Manchester, en 1969, où son « Spectrum » était la pièce de test. À la moitié du concours, cependant, il a été forcé de se retirer en raison de sa santé défaillante. Son poste dans le concours du jour étant reprise par Tom F Atkinson. Les autres œuvres de Vinter comprennent trois quatuors pour cuivres :
- Élégie et Rondo (écrit à la demande de la GUS Band Quartet pour jouer en 1966, lors du Championnat national de Quatuor de cuivres)
- Fancy's Knell (écrit pour le championnat 1967)
- Alla Burlesca (écrit pour le championnat 1968).

Vinter est décédé à Tintagel, âgé de 60 ans.